# Chaetomella acutiseta
Chaetomella acutiseta är en svampart som beskrevs av B. Sutton & A.K. Sarbhoy 1976. Chaetomella acutiseta ingår i släktet Chaetomella, klassen Leotiomycetes, divisionen sporsäcksvampar och riket svampar.   Inga underarter finns listade i Catalogue of Life.